# Seznam medailistů na letních olympijských hrách v hodu oštěpem
Historický přehled medailistů v hodu oštěpem na letních olympijských hrách:

## Medailisté

### Muži
od roku 1908
| Rok  | Místo          | Zlato               | Výkon vítěze      | Stříbro            | Bronz            |
| ---- | -------------- | ------------------- | ----------------- | ------------------ | ---------------- |
| 1908 | Londýn         | Eric Lemming        | 54,82             | Arne Halse         | Otto Nilsson     |
| 1912 | Stockholm      | Eric Lemming        | 60,64             | Juho Saaristo      | Mór Kóczán       |
| 1920 | Antverpy       | Jonni Myyrä         | 65,78             | Urho Peltonen      | Pekka Johansson  |
| 1924 | Paříž          | Jonni Myyrä         | 62,96             | Gunnar Lindström   | Eugene Oberst    |
| 1928 | Amsterodam     | Erik Lundqvist      | 66,60             | Béla Szepes        | Olav Sunde       |
| 1932 | Los Angeles    | Matti Järvinen      | 72,71             | Matti Sippala      | Eino Penttilä    |
| 1936 | Berlín         | Gerhard Stöck       | 71,84             | Yrjö Nikkanen      | Kalervo Toivonen |
| 1948 | Londýn         | Tapio Rautavaara    | 69,77             | Steve Seymour      | József Várszegi  |
| 1952 | Helsinky       | Cyrus Young         | 73,78             | Bill Miller        | Toivo Hyytiäinen |
| 1956 | Melbourne      | Egil Danielsen      | 85,71             | Janusz Sidło       | Viktor Cybulenko |
| 1960 | Řím            | Viktor Cybulenko    | 84,64             | Walter Krüger      | Gergely Kulcsár  |
| 1964 | Tokio          | Pauli Nevala        | 82,66             | Gergely Kulcsár    | Jānis Lūsis      |
| 1968 | Mexico City    | Jānis Lūsis         | 90,10             | Jorma Kinnunen     | Gergely Kulcsár  |
| 1972 | Mnichov        | Klaus Wolfermann    | 90,48             | Jānis Lūsis        | Bill Schmidt     |
| 1976 | Montréal       | Miklós Németh       | 94,58 – starý typ | Hannu Siitonen     | Gheorghe Megelea |
| 1980 | Moskva         | Dainis Kula         | 91,20             | Alexandr Makarov   | Wolfgang Hanisch |
| 1984 | Los Angeles    | Arto Härkönen       | 86,76             | Dave Ottley        | Kenth Eldebrink  |
| 1988 | Soul           | Tapio Korjus        | 84,28             | Jan Železný        | Seppo Räty       |
| 1992 | Barcelona      | Jan Železný         | 89,66             | Seppo Räty         | Steve Backley    |
| 1996 | Atlanta        | Jan Železný         | 88,16             | Steve Backley      | Seppo Räty       |
| 2000 | Sydney         | Jan Železný         | 90,17             | Steve Backley      | Sergej Makarov   |
| 2004 | Atény          | Andreas Thorkildsen | 86,50             | Vadims Vasiļevskis | Sergej Makarov   |
| 2008 | Peking         | Andreas Thorkildsen | 90,57             | Ainārs Kovals      | Tero Pitkämäki   |
| 2012 | Londýn         | Keshorn Walcott     | 84,58             | Antti Ruuskanen    | Vítězslav Veselý |
| 2016 | Rio de Janeiro | Thomas Röhler       | 90,30             | Julius Yego        | Keshorn Walcott  |
| 2020 | Tokio          | Níradž Čopra        | 87,58             | Jakub Vadlejch     | Vítězslav Veselý |
| 2024 | Paříž          | Aršad Nadím         | 92,97 – OR        | Níradž Čopra       | Anderson Peters  |

## Medailové pořadí zemí
| Pořadí             | Země                                 | Zlato | Stříbro | Bronz | Celkem |
| ------------------ | ------------------------------------ | ----- | ------- | ----- | ------ |
| 1.                 | Finsko (FIN)                         | 7     | 8       | 7     | 22     |
| 2.                 | Sovětský svaz (URS)                  | 3     | 2       | 2     | 7      |
| 3.                 | Švédsko (SWE)                        | 3     | 1       | 2     | 6      |
| 4.                 | Norsko (NOR)                         | 3     | 1       | 1     | 5      |
| 5.                 | Česko (CZE)                          | 3     | 2       | 2     | 7      |
| 6.                 | Německo (GER)                        | 2     | 1       | 0     | 3      |
| 7.                 | Maďarsko (HUN)                       | 1     | 2       | 4     | 7      |
| 8.                 | Spojené státy americké (USA)         | 1     | 2       | 2     | 5      |
| 9.                 | Československo (TCH)                 | 1     | 1       | 0     | 2      |
| 10.                | Trinidad a Tobago (TRI)              | 1     | 0       | 1     | 2      |
| 11.                | Západní Německo (FRG)                | 1     | 0       | 0     | 1      |
| 12.                | Indie (IND)                          | 1     | 1       | 0     | 2      |
| 13.                | Pákistán (PAK)                       | 1     | 0       | 0     | 0      |
| 14.                | Velká Británie (GBR)                 | 0     | 3       | 1     | 4      |
| 15.                | Lotyšsko (LAT)                       | 0     | 2       | 0     | 2      |
| 16.                | Keňa (KEN)                           | 0     | 1       | 0     | 1      |
| 17.                | Polsko (POL)                         | 0     | 1       | 0     | 1      |
| 18.                | Rusko (RUS)                          | 0     | 0       | 2     | 2      |
| 19.                | Německá demokratická republika (GDR) | 0     | 0       | 1     | 1      |
| 20.                | Rumunsko (ROU)                       | 0     | 0       | 1     | 1      |
| 21.                | Grenada (GRN)                        | 0     | 0       | 1     | 1      |
| Celkem po LOH 2020 | Celkem po LOH 2020                   | 27    | 27      | 27    | 81     |

### Ženy
od roku 1932
| Rok  | Místo          | Zlato                | Výkon vítěze | Stříbro                | Bronz                  |
| ---- | -------------- | -------------------- | ------------ | ---------------------- | ---------------------- |
| 1932 | Los Angeles    | Mildred Didriksonová | 43,68        | Ellen Braumüllerová    | Tilly Fleischerová     |
| 1936 | Berlín         | Tilly Fleischerová   | 45,18        | Luise Krügerová        | Maria Kwaśniewská      |
| 1948 | Londýn         | Herma Baumová        | 45,57        | Kaisa Parviainenová    | Lily Carlstedtová      |
| 1952 | Helsinky       | Dana Zátopková       | 50,47        | Alexandra Čudinová     | Jelena Gorčakovová     |
| 1956 | Melbourne      | Inese Jaunzeme       | 53,86        | Marlene Ahrensová      | Naděžda Koňajevová     |
| 1960 | Řím            | Elvīra Ozoliņa       | 55,98        | Dana Zátopková         | Birutė Kalėdienė       |
| 1964 | Tokio          | Mihaela Peneșová     | 58,27        | Márta Rudasová         | Jelena Gorčakovová     |
| 1968 | Mexico City    | Angéla Némethová     | 60,36        | Mihaela Peneșová       | Eva Janková            |
| 1972 | Mnichov        | Ruth Fuchsová        | 63,88        | Jacqueline Todtenová   | Kate Schmidtová        |
| 1976 | Montréal       | Ruth Fuchsová        | 65,94        | Marion Beckerová       | Kate Schmidtová        |
| 1980 | Moskva         | Maria Colónová       | 68,40        | Saida Gunbaová         | Ute Hommolaová         |
| 1984 | Los Angeles    | Tessa Sandersonová   | 69,56        | Tiina Lillaková        | Fatima Whitbreadová    |
| 1988 | Soul           | Petra Felkeová       | 74,68        | Fatima Whitbreadová    | Beate Kochová          |
| 1992 | Barcelona      | Silke Renková        | 68,34        | Natalja Šikolenková    | Karen Forkelová        |
| 1996 | Atlanta        | Heli Rantanenová     | 67,94        | Louise McPaulová       | Trine Hattestadová     |
| 2000 | Sydney         | Trine Hattestadová   | 68,91        | Mirela Manjaniová      | Osleidys Menéndezová   |
| 2004 | Atény          | Osleidys Menéndezová | 71,53 – OR   | Steffi Neriusová       | Mirela Manjaniová      |
| 2008 | Peking         | Barbora Špotáková    | 71,42        | Marija Abakumovová     | Christina Obergföllová |
| 2012 | Londýn         | Barbora Špotáková    | 69,55        | Christina Obergföllová | Linda Stahlová         |
| 2016 | Rio de Janeiro | Sara Kolaková        | 66,18        | Sunette Viljoenová     | Barbora Špotáková      |
| 2020 | Tokio          | Liu Shiying          | 66,34        | Maria Andrejczyková    | Kelsey-Lee Barberová   |
| 2024 | Paříž          | Haruka Kitagučiová   | 68,80        | Jo-Ane van Dyková      | Nikola Ogrodníková     |

## Medailové pořadí zemí
| Pořadí             | Země                                 | Zlato | Stříbro | Bronz | Celkem |
| ------------------ | ------------------------------------ | ----- | ------- | ----- | ------ |
| 1.                 | Německá demokratická republika (GDR) | 3     | 1       | 2     | 6      |
| 2.                 | Německo (GER)                        | 2     | 5       | 3     | 10     |
| 3.                 | Sovětský svaz (URS)                  | 2     | 2       | 4     | 8      |
| 4.                 | Kuba (CUB)                           | 2     | 0       | 1     | 3      |
| 5.                 | Česko (CZE)                          | 2     | 1       | 2     | 5      |
| 6.                 | Finsko (FIN)                         | 1     | 2       | 0     | 3      |
| 7.                 | Velká Británie (GBR)                 | 1     | 1       | 2     | 4      |
| 8.                 | Československo (TCH)                 | 1     | 1       | 0     | 2      |
| 9.                 | Maďarsko (HUN)                       | 1     | 1       | 0     | 2      |
| 10.                | Rumunsko (ROU)                       | 1     | 1       | 0     | 2      |
| 11.                | Spojené státy americké (USA)         | 1     | 0       | 2     | 3      |
| 12.                | Rakousko (AUT)                       | 1     | 0       | 1     | 2      |
| 13.                | Norsko (NOR)                         | 1     | 0       | 1     | 2      |
| 14.                | Chorvatsko (CRO)                     | 1     | 0       | 0     | 1      |
| 15.                | Čína (CHN)                           | 1     | 0       | 0     | 1      |
| 16.                | Japonsko (JPN)                       | 1     | 0       | 0     | 1      |
| 17.                | Řecko (GRE)                          | 0     | 1       | 1     | 2      |
| 18.                | Austrálie (AUS)                      | 0     | 1       | 1     | 2      |
| 19.                | Polsko (POL)                         | 0     | 1       | 1     | 2      |
| 20.                | Chile (CHI)                          | 0     | 1       | 0     | 1      |
| 21.                | Jihoafrická republika (RSA)          | 0     | 1       | 0     | 1      |
| 22.                | Sjednocený tým (EUN)                 | 0     | 1       | 0     | 1      |
| 23.                | Západní Německo (FRG)                | 0     | 1       | 0     | 1      |
| 24.                | Západní Německo (FRG)                | 0     | 1       | 0     | 1      |
| 25.                | Jihoafrická republika (RSA)          | 0     | 0       | 1     | 1      |
| Celkem po LOH 2020 | Celkem po LOH 2020                   | 27    | 27      | 27    | 81     |